# Bohuslav Ondráček

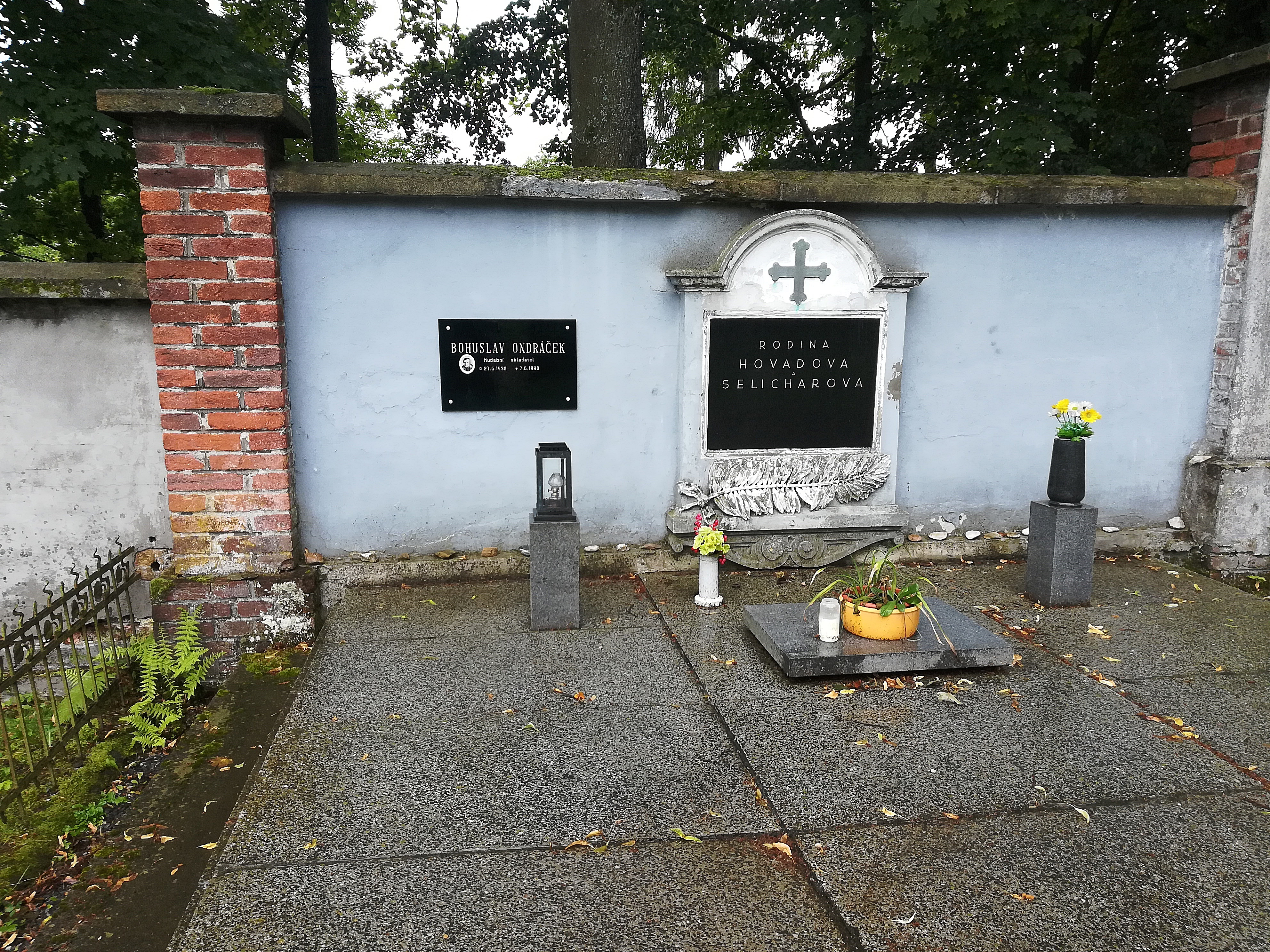
Hrob hudebního skladatele Bohuslava Ondráčka na Městském hřbitově v Žamberku

Bohuslav Ondráček (27. června 1932 Pardubice – 7. června 1998 Praha) byl český hudební skladatel, hudební dramaturg a producent, zakladatel tria Golden Kids.

## Život
Bohuslav Ondráček se narodil 27. června 1932 v Pardubicích. Po maturitě na reálném gymnáziu studoval na Akademii múzických umění skladbu. Poté pracoval v osvětových institucích a působil jako hudebník v amatérských orchestrech, byl výborný klavírista. V roce 1963 vystupoval v pardubickém divadélku Stop a začal se prosazovat jako hudební skladatel. O rok později přešel do plzeňského divadélka Alfa. Od roku 1965 působil jako hudební dramaturg v pražském divadle Rokoko.
Napsal hudbu k rockové opeře Titanic a k jednomu z prvních českých muzikálů Gentlemani (uveden v Hudebním divadle Karlín roku 1967).
Byl jedním z hlavních protagonistů české populární hudby během jejího vzestupu na konci 60. let 20. století. Objevoval nové talenty (např. Martu Kubišovou a Václava Neckáře) a realizoval originální projekty. Založil a v letech 1968–1970 umělecky vedl trio nazvané Golden Kids (Kubišová, Vondráčková, Neckář) a prosadil se i v zahraničí. Stal se prvním českým producentem v pravém slova smyslu a v Supraphonu produkoval desky vlastní Bob-Serie.
V 70. letech se dostal do potíží s normalizačními politiky, což pro něj znamenalo výrazné utlumení profesní kariéry a likvidaci jeho produkčního systému. Zemřel ve věku 65 let dne 7. června 1998 v Praze.
Z největších hitů jeho kariéry je možné jmenovat např. Hej, pane Zajíci (Kubišová + Vondráčková), Čím zvoní píseň má (Rottrová) [zdroj⁠?!], Lampa (Kubišová), My to spolu táhnem dál (Neckář), Oh, Baby, Baby (Kubišová + Vondráčková), Pojď se mnou, lásko má (Matuška), Rekviem (Pilarová) nebo Tvá malá Jane (Vondráčková).

## Dílo
Vydaná alba písní Bohuslava Ondráčka:
- Bohuslav Ondráček – Jan Schneider: Verše a písně (LP, Supraphon 1966–67, č. 0 43 0103)
- Hity Bohuslava Ondráčka II (MLP, Supraphon 1968, č. 0 23 0413)
- Písně Bohuslava Ondráčka 3 (1972)
- Písně Bohuslava Ondráčka 4 (1974)
- Pojď se mnou lásko má, hity Bohuslava Ondráčka (CD, Supraphon 1994, nahr. 1966-86)
- Gentlemani & Písně a verše (Bonton Music 1996, nahr. 1967)
- Titanic (Sony Music Bonton 1998, nahr. 1976)

### Filmová hudba
Bohuslav Ondráček napsal hudbu k filmům:
- 1967: Zázračný hlavolam
- 1975: Holka na zabití